# Prima Categoria Trentino-Alto Adige 1970-1971
Nella stagione 1970-1971 la Promozione era il quinto livello del calcio italiano (il massimo livello regionale). Tuttavia nel 1970-1971 in Trentino-Alto Adige il massimo livello regionale continuò ad essere la Prima Categoria.
Il campionato è strutturato in vari gironi all'italiana su base regionale, gestiti dai Comitati Regionali di competenza. Promozioni alla categoria superiore e retrocessioni in quella inferiore non erano sempre omogenee; erano quantificate all'inizio del campionato dal Comitato Regionale secondo le direttive stabilite dalla Lega Nazionale Dilettanti, ma flessibili, in relazione al numero delle società retrocesse dal Campionato Interregionale e perciò, a seconda delle varie situazioni regionali, la fine del campionato poteva avere degli spareggi sia di promozione che di retrocessione.

## Girone A

### Classifica
|  |     | Girone A Trentino-Alto Adige 1970-71  | Pt | G  | V  | N  | P  | GF | GS |
|  | --- | ------------------------------------- | -- | -- | -- | -- | -- | -- | -- |
|  | 1.  | U.S. Alense, Ala                      | 38 | 26 | 16 | 6  | 4  | 65 | 23 |
|  | 2.  | S.S. Benacense, Riva del Garda        | 37 | 26 | 13 | 11 | 2  | 38 | 19 |
|  | 3.  | U.S. Tione, Tione di Trento           | 37 | 26 | 14 | 9  | 3  | 41 | 21 |
|  | 4.  | U.S. Fornace, Fornace                 | 33 | 26 | 13 | 7  | 6  | 44 | 40 |
|  | 5.  | U.S. Mori, Mori                       | 32 | 26 | 12 | 8  | 6  | 35 | 21 |
|  | 6.  | U.S. Aquila, Trento                   | 30 | 26 | 12 | 6  | 8  | 41 | 33 |
|  | 7.  | S.S. Settaurense, Storo               | 26 | 26 | 7  | 12 | 7  | 34 | 31 |
|  | 8.  | U.S. Rinascita, Levico Terme          | 23 | 26 | 6  | 11 | 9  | 26 | 28 |
|  | 8.  | U.S. Varone, Varone di Riva del Garda | 23 | 26 | 8  | 7  | 11 | 34 | 41 |
|  | 10. | U.S. Lizzana, Lizzana di Rovereto     | 22 | 26 | 8  | 6  | 12 | 16 | 36 |
|  | 11. | U.S. Calliano, Calliano               | 21 | 26 | 6  | 9  | 11 | 28 | 37 |
|  | 12. | G.S. Bersone, Bersone                 | 18 | 26 | 5  | 8  | 13 | 24 | 38 |
|  | 13. | U.S. Borgo, Borgo Valsugana           | 14 | 26 | 5  | 4  | 17 | 17 | 42 |
|  | 14. | S.S. G.R.A. Condino, Condino          | 0  | 26 | 2  | 6  | 18 | 23 | 56 |

Verdetti
- Bersone, Borgo e G.R.A. Condino sono retrocesse in Seconda Categoria.
- Il G.R.A. Condino è penalizzato di 10 punti.

## Girone B

### Classifica
|  |     | Girone B Trentino-Alto Adige 1970-71  | Pt | G  | V  | N  | P  | GF | GS |
|  | --- | ------------------------------------- | -- | -- | -- | -- | -- | -- | -- |
|  | 1.  | A.S. Laces / Latsch, Laces            | 41 | 26 | 18 | 5  | 3  | 51 | 19 |
|  | 2.  | U.S. Anaune, Cles                     | 39 | 26 | 16 | 7  | 3  | 44 | 20 |
|  | 2.  | U.S. Lana, Lana d'Adige               | 32 | 26 | 9  | 14 | 3  | 32 | 20 |
|  | 4.  | G.S. Lancia, Bolzano                  | 28 | 26 | 9  | 10 | 7  | 32 | 27 |
|  | 4.  | F.C. Brunico, Brunico                 | 28 | 26 | 9  | 10 | 7  | 21 | 19 |
|  | 6.  | U.S. Rotaliana, Mezzolombardo         | 27 | 26 | 11 | 5  | 10 | 29 | 25 |
|  | 7.  | U.S. Dolomitica, Predazzo             | 25 | 26 | 8  | 9  | 9  | 35 | 37 |
|  | 8.  | A.C. Mezzocorona, Mezzocorona         | 24 | 26 | 7  | 10 | 9  | 33 | 33 |
|  | 9.  | F.C. Bressanone, Bressanone           | 22 | 26 | 9  | 4  | 13 | 32 | 40 |
|  | 9.  | A.S. Virtus Don Bosco, Bolzano        | 22 | 26 | 7  | 10 | 9  | 18 | 28 |
|  | 11. | U.S. Garibaldina, S.Michele all'Adige | 19 | 26 | 8  | 3  | 15 | 25 | 43 |
|  | 12. | U.S. Gardolo, Gardolo                 | 16 | 26 | 9  | 11 | 6  | 32 | 24 |
|  | 13. | F.C. Europa, Bolzano                  | 14 | 26 | 4  | 6  | 16 | 21 | 44 |
|  | 14. | U.S. Virtus Voltolini, Trento         | 12 | 26 | 3  | 6  | 17 | 21 | 47 |

Verdetti
- Europa e Virtus Voltolini sono retrocesse in Seconda Categoria.
- Il Gardolo è penalizzato di 13 punti.
- La Virtus Don Bosco è penalizzata di 2 punti.